# 王惠妃
端靜安和惠妃，亦稱為王惠妃 (1429年—1485年11月23日)，名字不詳，北直隸順天府大興縣人。正六品錦衣衛百戶王彬之女，明朝明英宗朱祁鎮之妃，生皇四子許悼王朱見淳與皇三女嘉善公主

## 生平
根據《明實錄》的記載，王惠妃是北直隸順天府大興縣人，父親為錦衣衛百戶王彬，母親為范氏。宣德四年（1429年）出生，宣德八年（1433年）選入內庭。正統十二年（1447年），王氏生皇三女嘉善公主。景泰元年二月二十一日（1450年4月3日），王氏生「太上皇帝」第四子朱見淳。
天順改元，王氏被正式冊封為惠妃（據考證，天順元年四月十三日，冊立貴妃周氏及諸妃，明英宗派遣太平侯張軏為正使，武功伯徐有貞為副使持節行禮）。王惠妃「德性天成，柔儀夙習，為六官所敬仰」。天順八年正月十六日（1464年2月22日），明英宗病重，召皇太子朱見深及太監牛玉等人到病榻前，囑咐他們說殉葬不是古禮，仁者不忍，所以眾妃不必殉葬，並且吩咐他們要挑選好地方建造陵寢，錢皇后壽終之後與他合葬，貞順懿恭惠妃劉氏的墳墓亦需遷來，以後諸妃依次祔葬。翌日，明英宗駕崩，王惠妃等明英宗遺孀開始守寡生活，不需要殉葬。
成化二十一年十月十七日（1485年11月23日），王惠妃薨逝，終年五十七歲，明英宗的兒子明憲宗朱見深輟朝五日，並且賜四字謚號「端靜安和」，稱王氏為端靜安和惠妃。王惠妃葬於北京金山。